# Люботич
Люботич (хорв. Ljubotić) — населений пункт у Хорватії, у Шибеницько-Книнській жупанії у складі громади Промина.

## Населення
Населення за даними перепису 2011 року становило 35 осіб.
Динаміка чисельності населення поселення:

## Клімат
Середня річна температура становить 13,60 °C, середня максимальна – 28,87 °C, а середня мінімальна – -1,57 °C. Середня річна кількість опадів – 879 мм.
| Клімат поселення                              | Клімат поселення | Клімат поселення | Клімат поселення | Клімат поселення | Клімат поселення | Клімат поселення | Клімат поселення | Клімат поселення | Клімат поселення | Клімат поселення | Клімат поселення | Клімат поселення | Клімат поселення |
| Показник                                      | Січ.             | Лют.             | Бер.             | Квіт.            | Трав.            | Черв.            | Лип.             | Серп.            | Вер.             | Жовт.            | Лист.            | Груд.            |                  |
| Середній максимум, °C                         | 10,33            | 11,34            | 14,36            | 17,82            | 22,70            | 26,59            | 28,87            | 28,53            | 23,90            | 19,09            | 13,70            | 10,51            |                  |
| Середня температура, °C                       | 4,39             | 5,40             | 8,43             | 11,86            | 16,75            | 20,66            | 24,06            | 23,72            | 19,06            | 14,27            | 8,88             | 5,69             |                  |
| Середній мінімум, °C                          | −1,57            | −0,54            | 2,47             | 5,93             | 10,81            | 14,71            | 19,23            | 18,90            | 14,25            | 9,44             | 4,05             | 0,86             |                  |
| Норма опадів, мм                              | 73               | 66               | 71               | 78               | 64               | 63               | 41               | 53               | 83               | 92               | 106              | 89               |                  |
| Середньомісячна швидкість вітру, м/с          | 1.71             | 1.92             | 2.19             | 2.18             | 1.93             | 1.72             | 1.75             | 1.60             | 1.63             | 1.66             | 1.93             | 1.91             |                  |
| Середньомісячна сонячна радіація, кДж/м²·день | 5242             | 7960             | 11633            | 16210            | 20219            | 22594            | 24265            | 21318            | 15889            | 10215            | 5667             | 4477             |                  |
| --------------------------------------------- | ---------------- | ---------------- | ---------------- | ---------------- | ---------------- | ---------------- | ---------------- | ---------------- | ---------------- | ---------------- | ---------------- | ---------------- | ---------------- |
| Джерело:                                      |                  |                  |                  |                  |                  |                  |                  |                  |                  |                  |                  |                  |                  |